# Ogden Channel

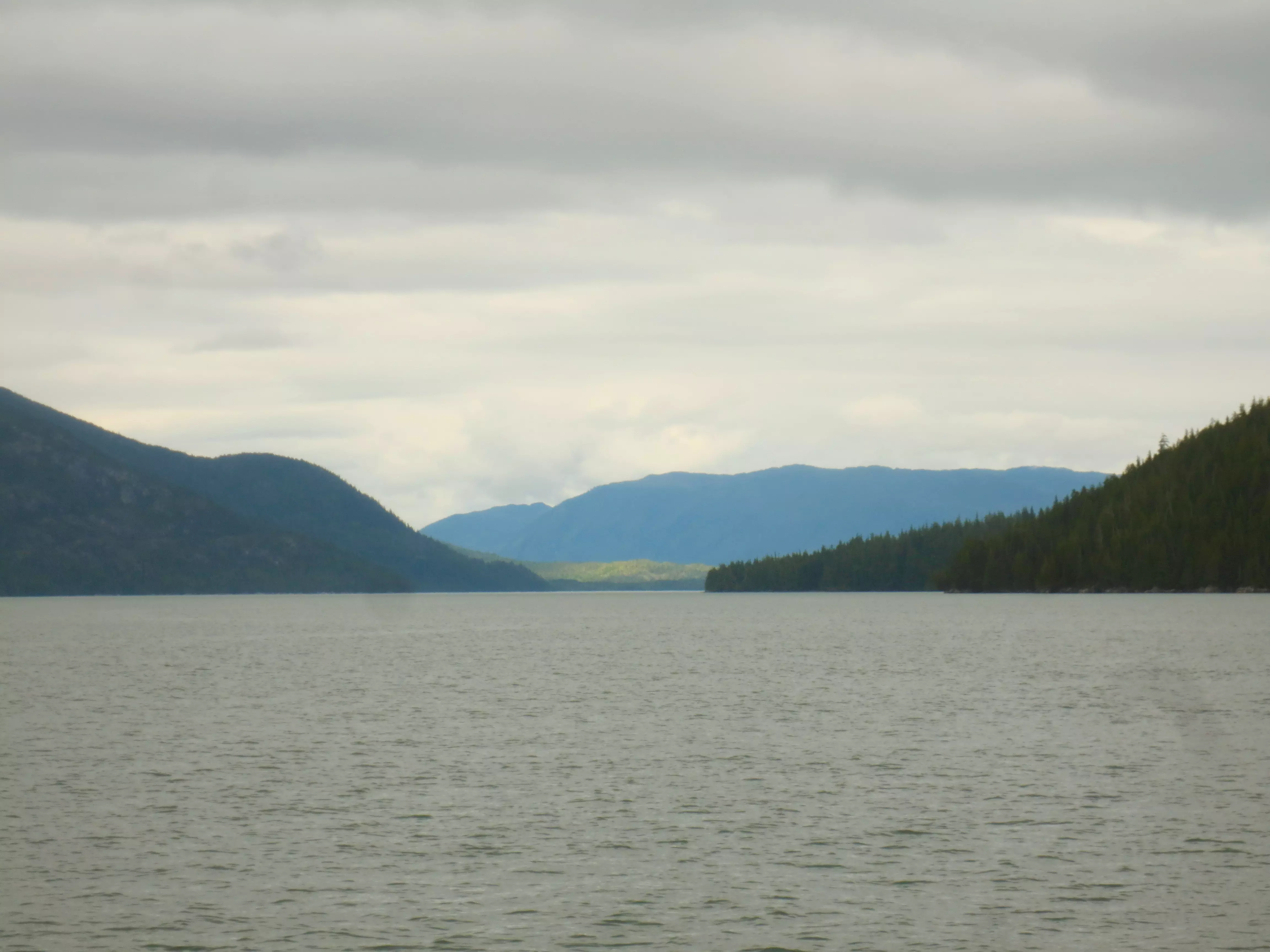
Kijkende over Ogden Channel richting Kennedy Island

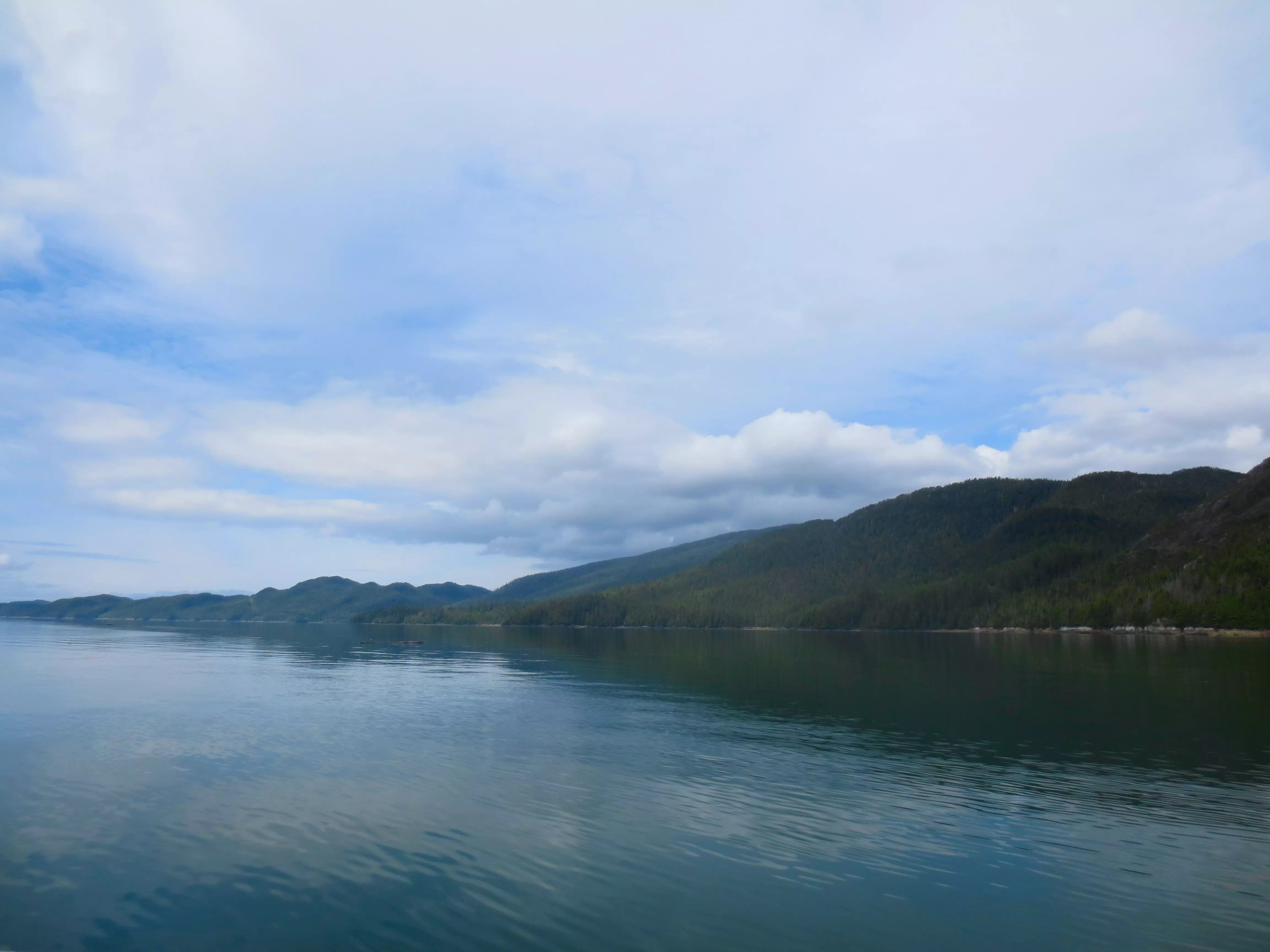
Kust van Porcher Island gezien vanaf de zeestraat

Ogden Channel is een zeestraat in het westen van Brits-Columbia in Canada.

## Geografie
De zeestraat ligt ten zuiden van de Chatham Sound tussen Porcher Island in het noordwesten en Pitt Island in het zuidoosten. In het zuiden ligt McCauley Island. In het noorden sluit het kanaal aan op het zuidoostelijk gaande Grenville Channel en het noordwaarts gaande Arthur Passage (tussen Porcher Island en Kennedy Island). In het zuiden sluit het kanaal aan op het westwaarts gaande Kitkatla Channel, het oostwaarts gaande Petrel Channel en zuidwaarts gaande Beaver Passage.
Het waterlichaam ligt in de mariene ecoregio Noord-Amerikaans Pacifisch Fjordland.